# Sigvard Gundersen
Sigvard Gundersen, född den 8 november 1842 i Kristiansand, död där den 29 november 1904, var en norsk skådespelare, gift med Laura Svendsen.
Han debuterade 1862 på Kristiania teater, till vars mest använda krafter han sedermera räknades. Hans bästa roller tillhörde karaktärsfacket.

## Fotnoter
1. 1 2 3  Norsk biografisk leksikon, Kunnskapsforlaget, läs onlineläs online.[källa från Wikidata]
2. ↑  läs online, www.begravdeioslo.no , läst: 16 juni 2019.[källa från Wikidata]